# Lampranthus calcaratus
Lampranthus calcaratus är en isörtsväxtart som först beskrevs av Wolley-dod, och fick sitt nu gällande namn av Nicholas Edward Brown. Lampranthus calcaratus ingår i släktet Lampranthus och familjen isörtsväxter. Inga underarter finns listade i Catalogue of Life.